# Травневе (Чернігівський район)
Тра́вневе —  село в Україні, у Городнянській міській громаді Чернігівського району Чернігівської області. Населення становить 75 осіб. До 2017 орган місцевого самоврядування — Хотівлянська сільська рада.

## Географія
Село Травневе знаходиться на лівому березі річки Смяч, вище за течією на відстані 3,5 км знаходиться село Дроздовиця, на протилежному березі - село Студенець.

## Історія
В 1980-х у селі було підсобне господарство городнянського заводу телевізорів «Агат».
12 червня 2020 року, відповідно до розпорядження Кабінету Міністрів України № 730-р від «Про визначення адміністративних центрів та затвердження територій територіальних громад Чернігівської області», село увійшло до складу Городнянської міської громади.
19 липня 2020 року, в результаті адміністративно-територіальної реформи та ліквідації Городнянського району, село увійшло до складу Чернігівського району.
22 червня 2023 року рішенням Національної комісії зі стандартів державної мови віднесено до списку населених пунктів, які можуть не відповідати лексичним нормам української мови, зокрема стосуватися російської імперської політики (російської колоніальної політики). Громаді рекомендовано обґрунтувати доцільність збереження поточної назви або запропонувати нову назву в установленому законодавством порядку.

## Населення

### Мова
Розподіл населення за рідною мовою за даними перепису 2001 року:
| Мова       | Кількість | Відсоток |
| ---------- | --------- | -------- |
| українська | 74        | 98.67%   |
| російська  | 1         | 1.33%    |
| Усього     | 75        | 100%     |